# Atletica leggera ai Giochi della XXVIII Olimpiade - 110 metri ostacoli

Video della Finale

I 110 metri ostacoli hanno fatto parte del programma di atletica leggera maschile ai Giochi della XXVIII Olimpiade. La competizione si è svolta dal 24 al 27 agosto allo Stadio Olimpico di Atene. Vi hanno preso parte 48 atleti.

## Presenze ed assenze dei campioni in carica
| Competizione         | Atleta         | Prestazione | Atene 2004 |
| -------------------- | -------------- | ----------- | ---------- |
| Olimpiadi 2000       | Anier García   | 13”00       | Presente   |
| Commonwealth 2002    | Shaun Bownes   | 13”35       | Presente   |
| Europei 2002         | Colin Jackson  | 13”11       | Ritirato   |
| Coppa del mondo 2002 | Anier García   | 13”10       | Presente   |
| Asiatici 2002        | Liu Xiang      | 13”27       | Presente   |
| Panamericani 2003    | Yoel Hernández | 13”35       | Presente   |
| Mondiali 2003        | Allen Johnson  | 13”12       | Presente   |
|                      |                |             |            |
| Mondiali junior 2000 | Yoel Hernández | 13”60       | Presente   |

1. ↑  Sotto la bandiera di Cuba.
2. ↑  L'altezza degli ostacoli è 99 cm.

## La gara
Nei Quarti Ladji Doucouré stabilisce il nuovo primato francese con 13"18. Allen Johnson urta malamente un ostacolo e cade. Le sue olimpiadi sono finite.

La prima semifinale è vinta da Maurice Wignall (13"17), che batte di un centesimo Liu Xiang. Ladji Doucouré si aggiudica la seconda (13"06), col nuovo record nazionale. Il campione uscente Anier García è un po' in ombra, forse perché a causa di un infortunio non ha potuto allenarsi con continuità durante la stagione.

In finale Liu Xiang scatta meglio di tutti dai blocchi (0"139 il tempo di reazione) e conduce una gara perfetta fino alla fine. Il suo passaggio degli ostacoli è senza sbavature (tocca leggermente soltanto la sesta barriera).
L'atleta cinese eguaglia il record del mondo. Trammell è staccato di quasi tre metri; García ottiene il bronzo con il suo miglior tempo dell'anno.

Ladji Doucouré, dopo aver ben impressionato nei turni eliminatori, non è reattivo alla partenza; cerca di rimediare con foga ma urta un ostacolo nel finale, arrivando ultimo.
Liu Xiang è il primo cinese a vincere l'oro olimpico nell'atletica leggera maschile.

Il suo distacco sul secondo classificato è uno dei più ampi nella storia olimpica della specialità.

## Risultati

### Turni eliminatori
| 6 Batterie         | 24 agosto | 48 partenti   | Si qualificano i primi 3 più gli 8 migliori tempi. |
| 4 Quarti di finale | 25 agosto | 8 + 8 + 8 +8  | Si qualificano i primi 3 più i 4 migliori tempi.   |
| 2 Semifinali       | 26 agosto | 8 + 8         | Si qualificano i primi 4.                          |
| Finale             | 27 agosto | 8 concorrenti |                                                    |

### Finale
Stadio olimpico, venerdì 27 agosto, ore 21:30.
| Primatista mondiale   | 12"91 | Colin Jackson | Rit. 2003 |
| Primatista stagionale | 13"05 | Allen Johnson | Presente  |

1. ↑  Record stabilito nel 1993.
2. ↑  Alla data del 1º agosto 2004.

| Posizione | Atleta                 | Nazionalità | Tempo   |
| --------- | ---------------------- | ----------- | ------- |
|           | Liu Xiang              | Cina        | 12"91 = |
|           | Terrence Trammell      | Stati Uniti | 13"18   |
|           | Anier García           | Cuba        | 13"20   |
| 4         | Maurice Wignall        | Giamaica    | 13"21   |
| 5         | Staņislavs Olijars     | Lettonia    | 13"21   |
| 6         | Charles Allen          | Canada      | 13"48   |
| 7         | Mateus Facho Inocencio | Brasile     | 13"49   |
| 8         | Ladji Doucouré         | Francia     | 13"76   |